# Yogi Ferrell
Yogi Ferrell   (Greenfield, 9 de maig de 1993) és un jugador de bàsquet estatunidenc que pertany a la plantilla dels Dallas Mavericks de l'NBA. Amb 1,83 metres d'alçada, juga en la posició de base.